# L'Homme-orchestre (film, 2006)
 (juillet 2025).
Pour les articles homonymes, voir L'Homme orchestre.
Pour plus de détails, voir Fiche technique et Distribution.
L'Homme-orchestre est un court métrage d’animation américain, réalisé par  Mark Andrews et Andrew Jimenez et produit par les studios Pixar Animation Studios, projeté en salles à la sortie de Cars (2006).

## Synopsis
Deux hommes orchestres sont en compétition pour amuser une petite fille et tenter d'obtenir un peu d'argent de sa part.

## Fiche technique
- Titre original : One Man Band
- Titre français : L'Homme-orchestre
- Réalisation : Mark Andrews, Andrew Jimenez
- Scénario : Mark Andrews, Andrew Jimenez
- Storyboard : Peter Sohn
- Animation : Angus MacLane (animateur superviseur), Dave Mullins
- Musique : Michael Giacchino
- Production : 	Roger Gould, John Lasseter, Osnat Shurer
- Format : couleur
- Durée : 4 minutes